# Monaghan (grevskap)
Monaghan (iriska: Muineachán) är ett grevskap på Irland. Monaghan är ett av de tre grevskap som tillhör provinsen Ulster men som inte tillhör Nordirland. Huvudort är Monaghan.
Namnet kommer ifrån muine cheain, som betyder de små åsarnas land. Detta beror på det speciella landskapet som domineras av åsar som uppstod under senaste istiden.
Diktaren Patrick Kavanagh, som räknas till en av de viktigaste poeterna på Irland under 1900-talet föddes här. Hans dikt Stony Grey Soil handlar om just detta grevskap.

## Städer och samhällen
- Carrickmacross
- Castleblayney
- Clones
- Monaghan